# 제트 (브뤼셀)

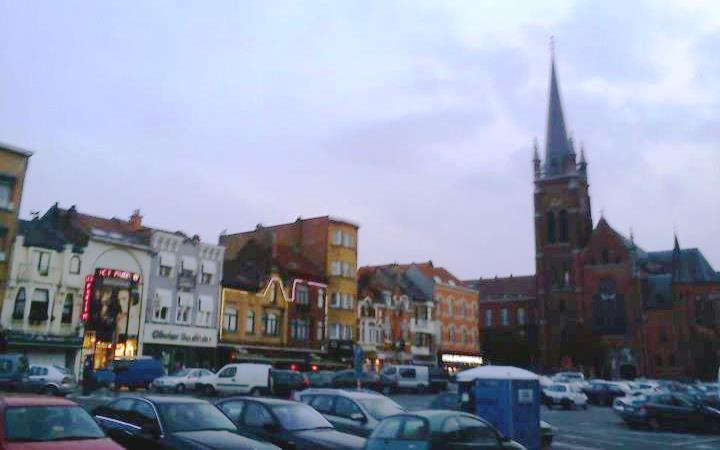
제트

제트(프랑스어: Jette, 발음: [ʒɛt] ( 듣기)) 또는 예터(네덜란드어: Jette, 발음 [ˈjɛtə] ( 듣기))는 벨기에 브뤼셀 수도 지역을 구성하는 19개 지방 자치체 가운데 하나로 면적은 5.04km2, 인구는 48,805명(2013년 1월 1일 기준), 인구 밀도는 9,700명/km2이다.

시기
시 문장